# 艺玛电影技术有限公司
艺玛电影技术有限公司是中国一家独立电影制作公司，1997年由美国制作人罗异创立。它是中华人民共和国第一家合法的独立电影公司，和西安电影制片厂合作处理电影的制片、发行和营销。它专于制作当代城市背景下着眼中国城市青年的低预算电影。

## 音乐
艺玛电影技术有限公司与全球最大中文流行音乐联合大企业台湾的滚石唱片合作，使得它得以在音轨中使用滚石唱片的大量音乐样本普通话。

## 制作的电影
- 《爱情麻辣烫》(1997)[3]
- 《美丽新世界》(1999)
- 《洗澡》(1999)[3]
- 《The End of the Line》
- 《昨天》(2001)[3]
- 《向日葵》(2005)[3]

## 延伸阅读
- Kehr, Dave. . The New York Times. 30 June 2000  [2018-01-21]. （原始内容存档于2018-01-22）.